# Isola di Rendova
L'isola di Rendova fa parte delle Isole della Nuova Georgia, nell'arcipelago delle Salomone, nell'Oceano Pacifico, ad est di Papua Nuova Guinea. Gli abitanti della parte settentrionale dell'isola di Rendova parlano l'Ughele, un dialetto austronesiano, mentre quelli della zona meridionale parlano il Touo, un dialetto papuasico-orientale.
Le sabbie nere lungo la costa sud-occidentale di Rendeva sono una importante zona di riproduzione per le tartarughe liuto, una specie minacciata di estinzione.

## Seconda guerra mondiale

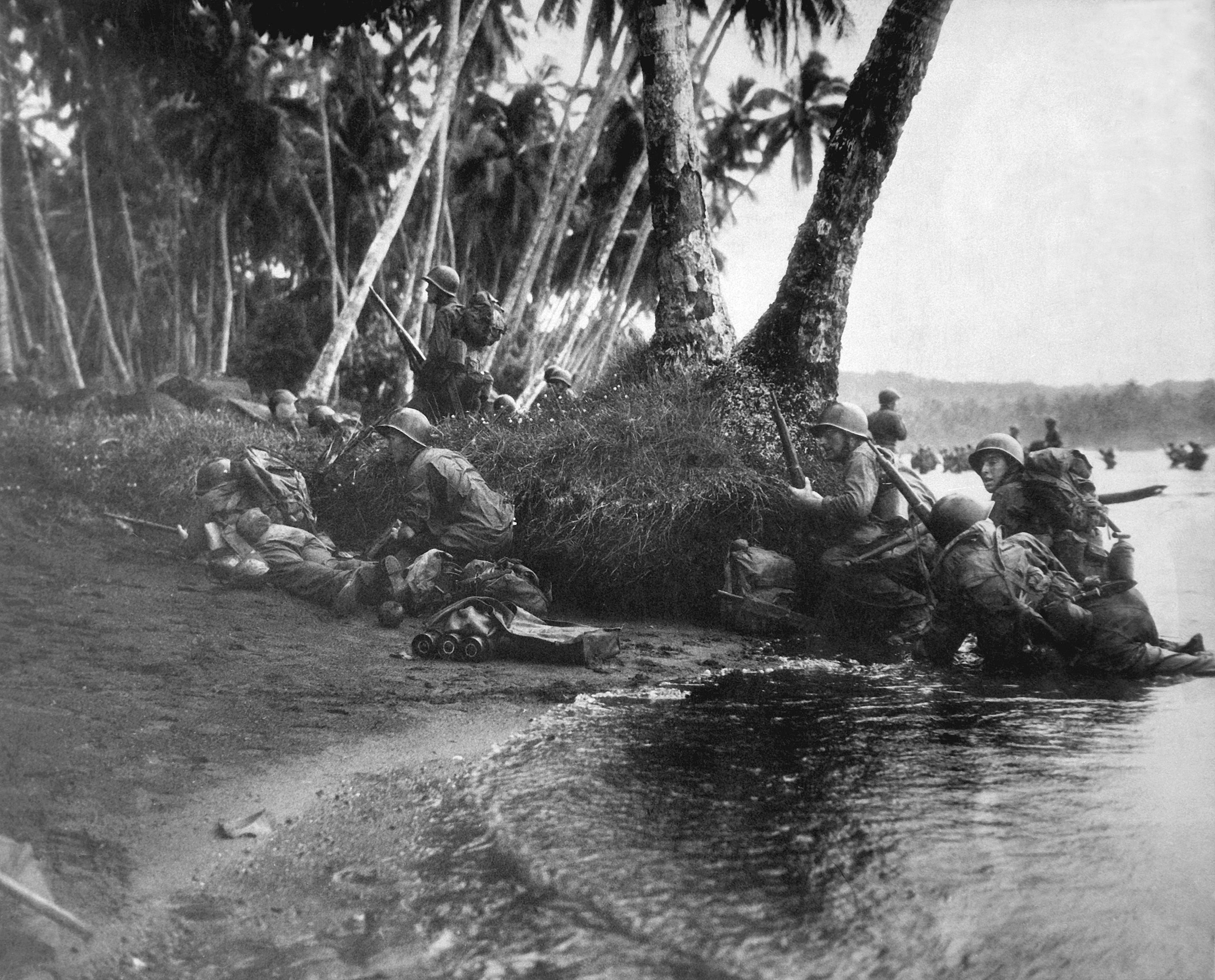
Forze statunitensi sbarcano a Rendova

Nel 1943 Rendova ospitò la più grossa base di motosiluranti alleate della classe PT boat.
Tra queste vi fu anche la PT-109, comandata dall'allora sottotenente di vascello John Fitzgerald Kennedy, che fu protagonista e vittima al contempo di un attacco alle navi giapponesi del Tokyo Express, nelle acque dello stretto di Blackett. Dopo l'attacco i sopravvissuti dell'equipaggio, incluso il comandante, subirono diverse traversie, prima di venire individuati da un coastwatcher australiano, che, grazie alla collaborazione di due indigeni, riuscì ad avvisare il comando statunitense ed i superstiti furono recuperati da un'altra PT che li riportò a Rendova.

## Rendova in letteratura
A Rendova è ambientato il libro umoristico Solomon Time di Will Randall, che ha per protagonista un insegnante di scuola che si trasferisce in un villaggio dell'isola per contribuire ad organizzare un progetto per la comunità locale.